# Javier Moreno Carnero
Javier Moreno Carnero   (Buenos Aires, 7 de juny de 1975) és un jugador, escriptor, periodista, i entrenador d'escacs nacionalitzat espanyol, que té el títol de Gran Mestre des de 2003. Entre l'any 2006 i 2010 va ocupar el càrrec de capità de l'equip olímpic femení d'escacs de l'estat espanyol, i és entrenador d'elit de la Federació Espanyola. El 2010 la FIDE li va atorgar el títol de FIDE Senior Trainer, el màxim títol d'entrenador internacional
Tot i que roman inactiu des del maig de 2010, a la llista d'Elo de la FIDE del juliol de 2022, hi tenia un Elo de 2519 punts, cosa que en feia el jugador número 20 de l'estat espanyol. El seu màxim Elo va ser de 2525 punts, a la llista de gener de 2004 (posició 423 al rànquing mundial).

## Resultats destacats en competició
El 2011 guanyà la 34a edició del Torneig Obert de Sant Sebastià.

## Escriptor i periodista d'escacs
Moreno és el coautor, juntament amb Julen Arizmendi del llibre: Juegue la Najdorf publicat per l'editorial espanyola La Casa del Ajedrez, un llibre que ofereix un repertori d'obertures per jugar amb negres la variant més popular de la defensa siciliana. En l'actualitat (2010) dirigeix una secció anomenada "Racó de l'entrenador d'escacs" a la revista Peón de Rey. Moreno és també director d'una escola i llibreria especialitzada en xinès anomenada Aprende Chino Hoy.